# 주세페 모로
주세페 "베피" 모로(이탈리아어: Giuseppe "Bepi" Moro dʒuˈzɛppe ˈmɔːro[*] 1921년 1월 16일~1974년 1월 28일)는 이탈리아의 전 축구 선수로, 현역 시절 골키퍼로 활약했다. 기이하며 운동신경이 뛰어난 선수로, 선방 능력에 두각을 나타낸 그는 이탈리아 역사상 가장 화려한 활약을 펼친 골키퍼로 손꼽힌다. 그는 페널티킥을 선방하는데 일가견이 있었다. 1957년부터 1955년까지 270번의 경기에서 16번 페널티킥을 막아낸 그는 잔루이지 부폰과 더불어 세리에 A 역대 최다 페널티킥 선방 5위에 이름을 올렸다.

## 구단 경력
세리에 A에서 8년을 활약한 주세페 모로는 피오렌티나, 바리, 토리노, 루케세, 삼프도리아, 그리고 로마의 6개 구단 골문을 책임졌다.

## 국가대표팀 경력
모로는 1949년에 이탈리아 국가대표팀 신고식을 치렀고, 헝가리를 상대로 훌륭한 선방을 선보였다. 그는 런던에서 벌어진 이탈리아와 잉글랜드간 명승부에서 2번째 경기에 출전했고, 자신의 인생 선방을 선보였다. 스탠 모르텐센이 모로의 골망을 정확하고 강력하게 겨냥했지만, 이탈리아 수문장은 멋지게 득점을 무위로 돌아가게 만들었다. 모로는 75분까지 무실점으로 틀어막았지만, 잭 롤리와 빌리 라이트에게 득점을 헌납했지만, 훌륭한 선방력을 퇴색시키지는 않았다.
그는 1950년 월드컵에서 파라과이를 상대로 출전해 승리에 일조했는데, 그는 앞서 2경기를 치른 주전 골키퍼 루치디오 센티멘티를 대신했다.